# Dattenfeld
Dattenfeld ist ein Ortsteil der Gemeinde Windeck im nordrhein-westfälischen Rhein-Sieg-Kreis.

## Geschichte

Dattenfeld und Umgebung 1900

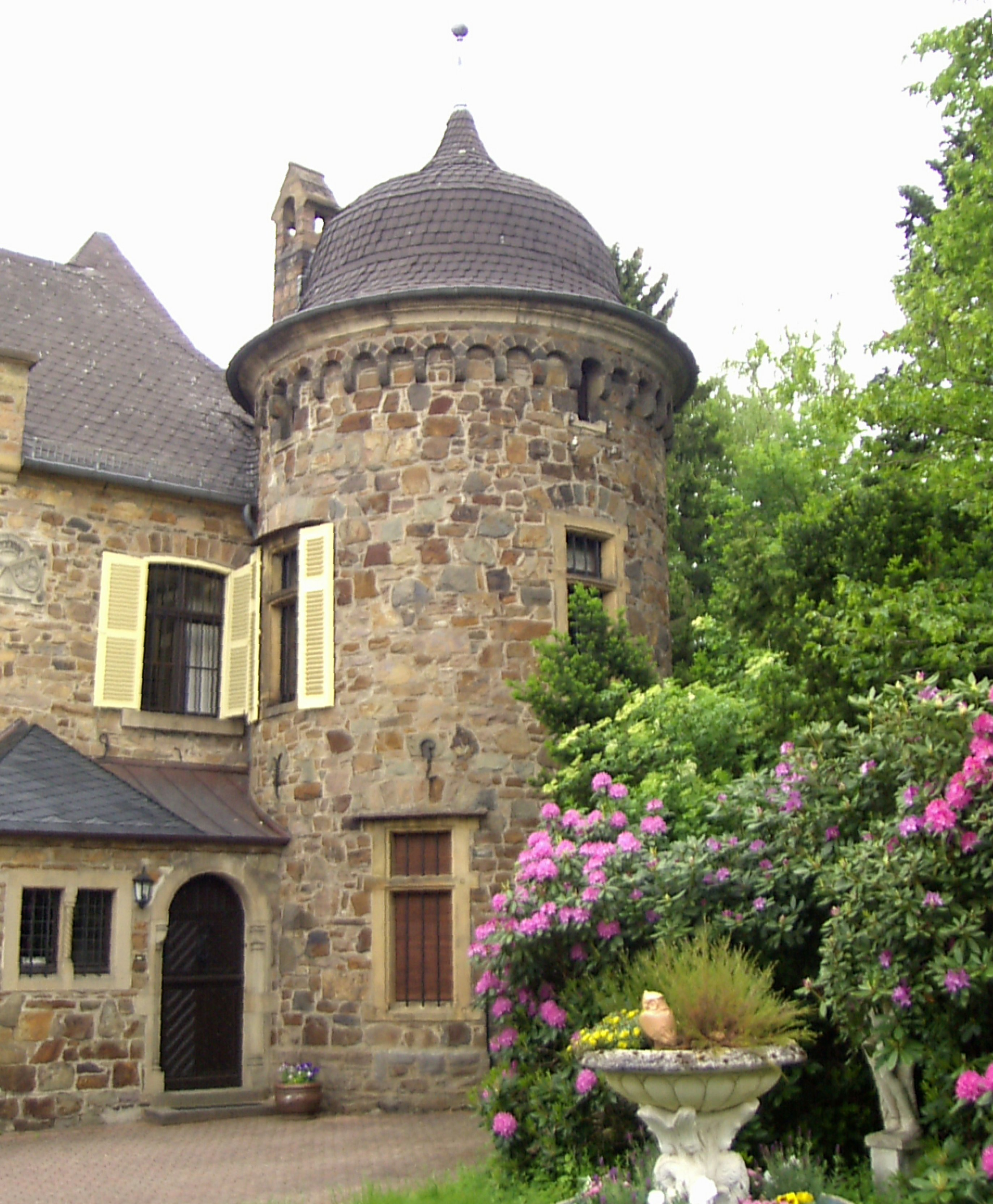
Burg Dattenfeld

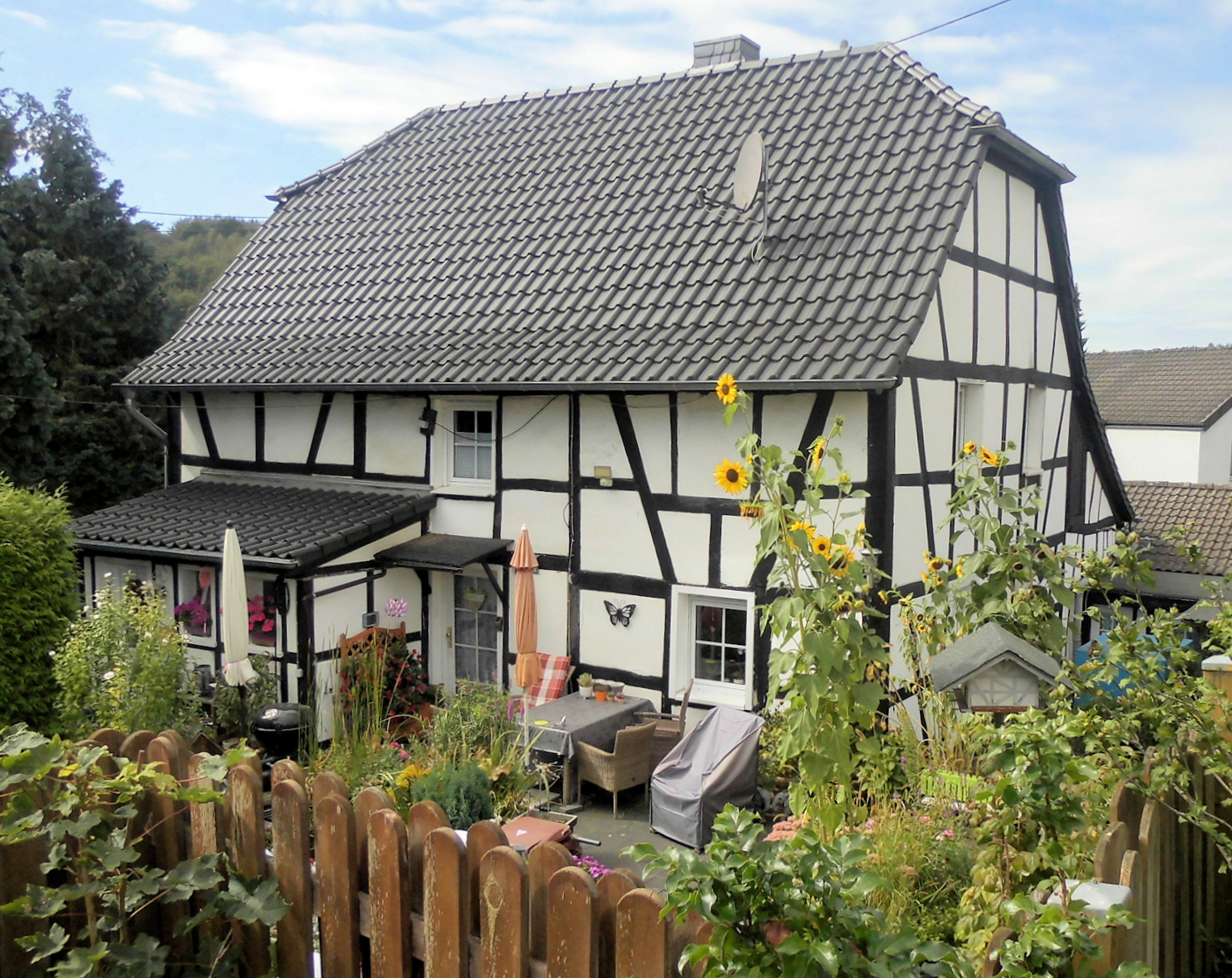
Denkmalgeschütztes Fachwerkhaus Hauptstraße 72–74

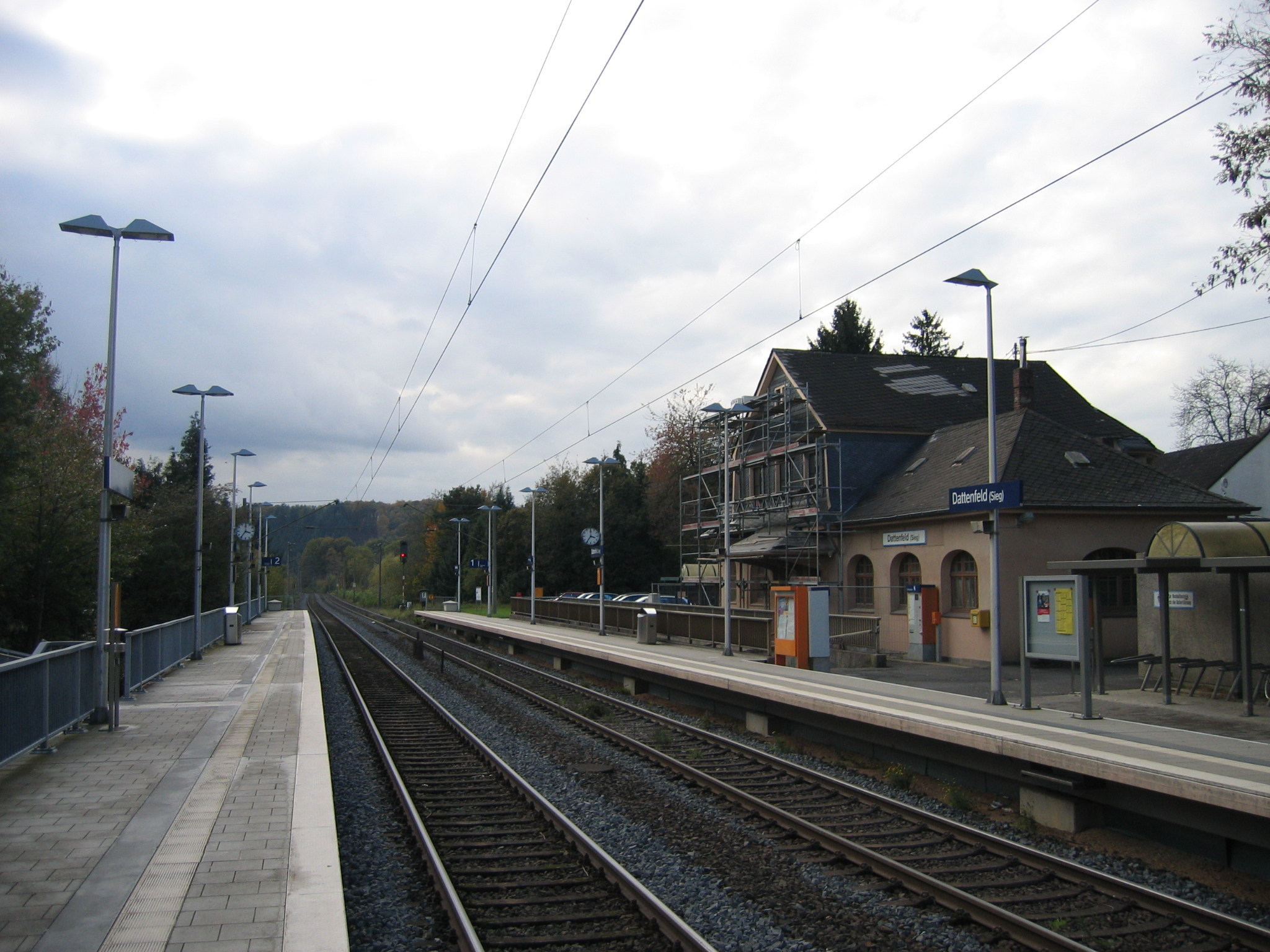
S-Bahn-Station Dattenfeld

Im Jahr 895 wurde Dattenfeld als Dateleveld und 1131 als Dattenvelt urkundlich erwähnt.
Bis zum Ende des 18. Jahrhunderts gehörte Dattenfeld zum Herzogtum Berg und von 1806 bis 1814 zum Großherzogtum Berg. Aufgrund der auf dem Wiener Kongress geschlossenen Verträge kam das Rheinland, somit auch Dattenfeld, 1815 zum Königreich Preußen. Unter der preußischen Verwaltung wurde Dattenfeld eine Gemeinde, die von der Bürgermeisterei Dattenfeld (1927 umbenannt in Amt Dattenfeld) im Kreis Waldbröl, Regierungsbezirk Köln, verwaltet wurde. 1932 wurde das Amt Dattenfeld mit den Gemeinden Dattenfeld und Rosbach dem Siegkreis zugeordnet. 1955 wurde das Amt aufgelöst und die Gemeinde Dattenfeld „amtsfrei“. Am 1. August 1969 wurde aus der Gemeinde Dattenfeld und den Gemeinden Rosbach und Herchen die Gemeinde Windeck im Rhein-Sieg-Kreis gebildet.

## Sehenswürdigkeiten
Neben der mit ihren zwei Türmen volkstümlich als Siegtaldom bezeichneten katholischen Kirche St. Laurentius ist die Burg Dattenfeld sehenswert.

## Schulen
Im Ort gibt es die Ernst-Moritz-Roth-Grundschule und den Kindergarten Regenbogenland.

## Kirchen
- Katholische Kirchengemeinde Sankt Laurentius
- Evangelische Kirchengemeinde

## Vereine
- TSV Germania Windeck (Fußball, Volleyball, Judo und Tennis)
- Angelsportverein Obere Sieg e. V.
- Dattenfelder Karnevalsgesellschaft 1935 e. V.
- Siegtaler Bläsercorps Dattenfeld e. V.

## Verkehrsanbindung
Dattenfeld ist über die Landesstraße 333 erreichbar und mit den Linie S 12 und S 19 der S-Bahn Köln sowie zeitweise im Berufsverkehr mit dem Rhein-Sieg-Express (RE 9) über die Siegstrecke. Der Haltepunkt Dattenfeld liegt im Nachbarort Wilberhofen.
| Linie | Verlauf / Anmerkungen | Takt (Mo–Fr) |
| ----- | --- | ------------ |
| S 12  | Horrem – Frechen-Königsdorf – Köln-Weiden West – Köln-Lövenich – Köln-Müngersdorf Technologiepark – Köln-Ehrenfeld – Köln Hansaring – Köln Hbf – Köln Messe/Deutz – Köln Trimbornstraße – Köln Airport Businesspark – Köln Steinstraße – Porz (Rhein) – Porz-Wahn – Spich – Troisdorf – Siegburg/Bonn – Hennef (Sieg) – Hennef Im Siegbogen – Blankenberg (Sieg) – Merten (Sieg) – Eitorf – Herchen – Dattenfeld (Sieg) – Schladern (Sieg) – Rosbach (Sieg) – Au (Sieg) Stand: Fahrplanwechsel Dezember 2023                                                                     | 60 min       |
| S 19  | Düren – Merzenich – Buir – Sindorf – Horrem – Frechen-Königsdorf – Köln-Weiden West – Köln-Lövenich – Köln-Müngersdorf Technologiepark – Köln-Ehrenfeld – Köln Hansaring – Köln Hbf – Köln Messe/Deutz – Köln Trimbornstraße – Köln Frankfurter Straße – Köln/Bonn Flughafen – Porz-Wahn – Spich – Troisdorf – Siegburg/Bonn – Hennef (Sieg) – Hennef Im Siegbogen – (Blankenberg (Sieg) /) Merten (Sieg) – Eitorf – Herchen – Dattenfeld (Sieg) – Schladern (Sieg) – Rosbach (Sieg) – Au (Sieg) Stand: Fahrplanwechsel Dezember 2023                                            | 60 min       |
| RE 9  | Rhein-Sieg-Express: Aachen Hbf – Aachen-Rothe Erde – Stolberg (Rheinl) Hbf – Eschweiler Hbf – Langerwehe – Düren – Horrem – Köln-Ehrenfeld – Köln Hbf – Köln Messe/Deutz – Porz (Rhein) – Troisdorf – Siegburg/Bonn – Hennef (Sieg) – Eitorf – Herchen – (Dattenfeld –)* Schladern (Sieg) – (Rosbach (Sieg) –)* Au (Sieg) – (Etzbach –)* Wissen (Sieg) – (Niederhövels – Scheuerfeld (Sieg) –)* Betzdorf (Sieg) – Kirchen – Brachbach (– Niederschelden – Eiserfeld (Sieg))* – Siegen Hbf * Halt einzelner Züge im Nacht- und Berufsverkehr Stand: Fahrplanwechsel Dezember 2023 | 60 min       |

## Persönlichkeiten
- Ernst Wehner (1894–1976), Politiker (CDU) und von 1948 bis 1969 Bürgermeister der selbstständigen Gemeinde Dattenfeld
- Hans-Jürgen Kuhl (* 1941), Geldfälscher
- Frieder Döring (* 1942), Arzt und Schriftsteller
- Bernhard Herzhoff (* 1944), Altphilologe
- Alex Wiska (1950–2011), Musiker
- Michael Bollig (* 1961), Ethnologe